# Pirates II: Stagnetti's Revenge
Pirates II: Stagnetti's Revenge är en amerikansk porrfilm i genren action-äventyrsfilm och uppföljare till Pirates från 2005. Filmen är producerad av Digital Playground och skriven och regisserad av Joone. I huvudrollerna syns Jesse Jane, Evan Stone, Steven St. Croix och Tommy Gunn, som återvänder i samma roller från den förra filmen, samt Belladonna, Sasha Grey, Katsuni, Jenna Haze och Ben English i nya roller.
Med en budget på runt 8 miljoner dollar anses den vara en av de dyraste porrfilmerna någonsin. Filmen släpptes släpptes direkt till DVD och Blu-Ray den 27 september 2008. En omklippt R-rated version av filmen finns också tillgänglig.

## Handling
Efter att ha besegrat piraten Victor Stagnetti i den förra filmen, sätter kapten Edward Reynolds och hans nästkommanderande, Jules, ihop en ny besättning, som inkluderar den unga piraten Olivia. Jules och nykomlingen är inledningsvis rivaler innan de inleder ett lesbiskt förhållande. Senare tillfångatas Jules av den kinesiska piratdrottningen Xifeng, som förslavar henne med en trolldryck och sedan använder henne för att förföra och fånga Edward. Edward tvingas sedan konfrontera en drake, men räddas av Olivia. Stagnetti, nu återuppväckt från de döda, slår sig samman med Xifeng för att sexuellt utnyttja Jules och konfrontera Edward och Olivia, som har kommit för att rädda sin vän.

## Rollista
- Jesse Jane – Jules
- Evan Stone – kapten Edward Reynolds
- Belladonna – Olivia
- Sasha Grey – Maria
- Katsuni – Xifeng
- Tommy Gunn – kapten Eric Victor Stagnetti
- Nhan – Wu Chow
- Steven St. Croix – Marco
- Candido Velasco – Dado
- Jenna Haze – slavinnan Anne
- Ben English – guvernör Lyttelton
- Stoya – magdansare
- Gabriella Fox – magdansös
- Charles Velasco – kapten Kupal
- Shyla Stylez – magdansös
- Shawna Lenee – guvernörens flicka #1
- Riley Steele – guvernörens flicka#2
- Alistair MacDonald – guvernör Lytteltons tjänare
- Brea Lynn – naken piga
- Abbey Brooks – naken piga
- Veronica Rayne – naken piga
- Brianna Love – divabesättningsmedlem
- Rhylee Richards – divabesättningsmedlem
- Marco Banderas – Takvors man
- Charles Dera – Takvors man
- Manuel Ferrara – Takvors man
- James Deen – besättningsmedlem
- Zaaf B. – kapten "Evil Gold" Takvor

## Utmärkelser och priser
- 2009 XBIZ Award vinnare – Årets film
- 2009 Eroticline Awards vinnare – Bästa amerikanska filmen
- 2009 XRCO Award vinnare – Bästa manliga skådespelaren, Evan Stone
- 2009 XRCO Award vinnare – Bästa episka filmen (delad med Fallen av Wicked Pictures)
- 2009 Hot d'Or vinnare – Katsuni, Bästa franska kvinnliga skådespelaren
- 2009 Hot d'Or vinnare – Jesse Jane, Bästa amerikanska kvinnliga skådespelaren
- 2009 Hot d'Or vinnare – Bästa amerikanska manuset